# Flexi

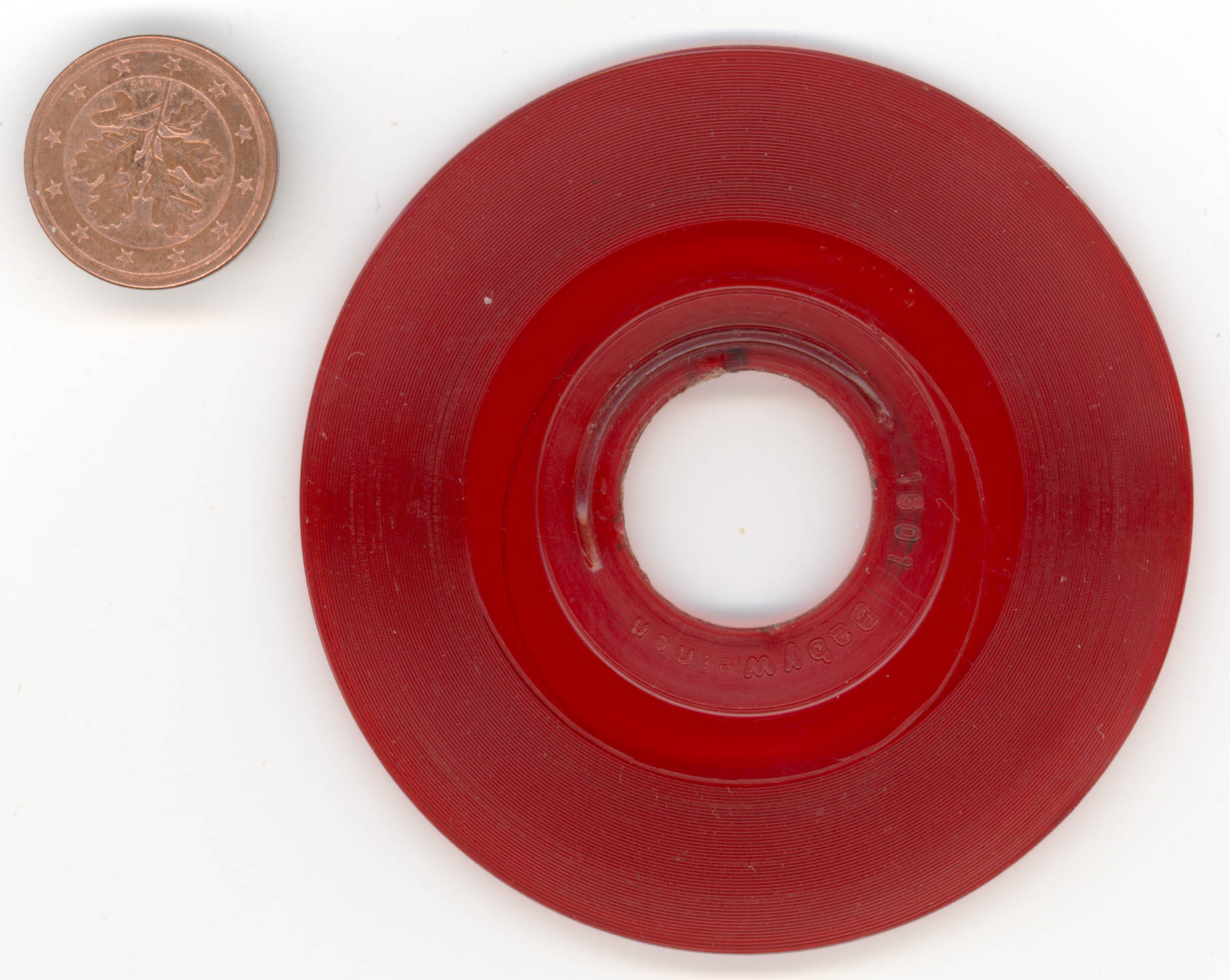
Flexi mostrando aspecto y tamaño relativo.

El flexi, flexi disc o flexi disco es un formato de disco de vinilo de 7 pulgadas y de distintas velocidades (33, 45 o 78 rpm). Su uso es ante todo promocional, rara vez ha tenido un carácter comercial. 
Está compuesto por una lámina flexible de vinilo del espesor de una hoja en la cual está grabada la canción que se promociona. Antes de la llegada de los CD solían aparecer como obsequio en todo tipo de productos, pero sobre todo en fanzines y revistas especializadas como NME, Melody Maker o Flexipop. También se le dio uso como postales sonoras, como presentaciones de audio y como soporte alternativo a la publicidad convencional. Debido a su comodidad y ligereza se editaron muchos de estos "anuncios sonoros".
Para reproducir el disco solo había que extender la hoja de vinilo (el flexi) sobre un soporte que vendían y que era válido para cualquier flexi. El conjunto soporte-flexi se colocaba en el plato del tocadiscos y se reproducía como si fuera cualquier otro EP o sencillo. Un problema en este formato era su corta vida, ya que al ser flexible los surcos acababan borrándose. Otro problema era la escasa calidad de sonido que ofrecía, frente a la calidad del vinilo estándar.
La empresa dedicada a la construcción de estos discos fue Evatone Soundsheets, que los introdujo en la industria discográfica en 1960. En esta década fueron utilizados por el club de fanes de The Beatles para felicitar la Navidad a sus socios, mandando flexis a modo de tarjeta navideña. Muchos otros artistas también utilizaron este formato para promocionarse.
En España, tuvo cierta acogida en los años 1980, con la movida madrileña y grupos como Aviador DRO, y posteriormente con la aparición de clubes de fanes, por ejemplo Fan Fatal (del grupo Fangoria) quienes editaron flexis para satisfacer al público con material inédito del grupo.
Muchos de estos discos son auténticas obras de arte, sobre ellos se serigrafiaban diseños llamativos, "artworks" de diseñadores renombrados, fotografías, etc. De este modo podríamos decir que el flexi fue el antecesor de los actuales CD promocionales.
En la actualidad el flexi está en desuso y ya no se fabrica. En cambio se ha convertido en un formato de culto codiciado por coleccionistas de discos.